# Извоареле (Хунедоара)
Извоареле (рум. Izvoarele) насеље је у Румунији у округу Хунедоара у општини Телиуку Инфериор. Oпштина се налази на надморској висини од 350 m.

## Становништво
Према подацима из 2002. године у насељу је живело 134 становника, од којих су сви румунске националности.